# Vladimír Novák
Vladimír Novák, född den 2 februari 1904 - död den 28 april 1986, var en tjeckoslovakisk längdåkare som tävlade under 1930-talet.
Novák var med i det tjeckoslovakiska stafettlag som slutade tvåa vid VM 1933 i Innsbruck. Han deltog även vid OS 1932 där han slutade på elfte plats på 50 kilometer och på 14:e plats på 18 kilometer. 